# Lluís I de Borbó
Lluís I de Borbó, anomenat "el Gran" o "el Coix" (le Boiteux) (c. 1280- 29 de gener de 1342), va ser un noble francès, fill del príncep Robert de França i, per tant, net de Lluís IX de França i de Beatriu de Borgonya, senyora de Borbó.
Va néixer a Clermont-en-Beauvaisis, a la Picardia (França) cap al 1280. El 1317, a la mort del seu pare, va obtenir el títol de comte de Clermont fins al 1327 quan Carles IV de França el va convèncer per canviar el títol pel de comte de La Marca i li va concedir el títol de duc de Borbó, convertint-se en el primer duc de la casa Borbó. El 1331 Felip VI de França li va restituir el títol de comte de Clermont.
El 1310 va contreure matrimoni amb Maria d'Avesnes, filla de Joan II d'Avesnes, comte d'Hainaut i d'Holanda, i de Felipa de Luxemburg. Del matrimoni van néixer vuit fills:
- Pere I de Borbó (1311-1356)
- Joana (1312-1402), casada amb Guigues VII de Forez
- Margarida (1313-1362), casada amb Joan II de Sully
- Maria de Borbó (1315-1387), casada primer amb Guy de Lusignan i després amb Robert II de Tàrent
- Felip (1316-1233)
- Jaume (1318-1318)
- Jaume I de La Marca (1319-1362)
- Beatriu (1320-1383), casada primer amb Joan de Luxemburg (Joan I de Bohèmia), i després amb Eudes II de Grancey.

| Lluís I de Borbó Dinastia Capet de Borbó(Branca menor de: Dinastia Capet)Naixement: 1280 Mort: 29 de gener 1342          | | |
| Títols | | |
| Precedit per: Robert de França i de Provença                                                                             | Comte de Clermont-en-Beauvaisis (Llista de comtes de Clermont-en-Beauvaisis) (1317-1327) | Succeït per: Carles IV de França El 1327 li canvia el títol pel de comte de La Marca                                                   |
| Precedit per: Carles IV de França El 1327 li canvia el títol pel de comte de Clermont-en-Beauvaisis                      | Comte de La Marca (Llista de comtes de La Marca) (1327-1342) | Succeït per: Pere I de Borbó |
| — Nova creació: — elevat des de Senyoria de Borbó                                                                        | Duc de Borbó (Llista de ducs de Borbó) (1327-1342) | Succeït per: Pere I de Borbó |
| Precedit per: Carles IV de França El 1331 Felip VI de França li va restituir el títol de comte de Clermont-en-Beauvaisis | Comte de Clermont-en-Beauvaisis (Llista de comtes de Clermont-en-Beauvaisis) (1331-1342) | Succeït per: Pere I de Borbó |
| Precedit per: Eudes IV de Borgonya (El 1320 va vendre els drets del Principat)                                           | Príncep d'Acaia (Llista de prínceps d'Acaia) (1320-1321) | Succeït per: Joan I de Gravina (El 1321 Felip I de Tàrent va comprar els drets del Principat, cedint-lo a son germà Joan I de Gravina) |
| Títols com a pretendent                                                                                                  | | |
| Precedit per: Eudes IV de Borgonya (El 1320 va vendre els drets del Regne                                                | — En disputa per: — Regne de Tessalònica (Llista de reis de Tessalònica) (1320-1321) — Raó de la disputa: — El 1222 el Regne havia estat conquerit per Teodor I Àngel-Comnè Ducas, Dèspota de l'Epir. | Succeït per: Joan I de Gravina (El 1321 Felip I de Tàrent va comprar els drets del Regne. Ningú no tornarà a reclamar-lo)              |